# Chris Baker
Chris Baker (ur. 2 lutego 1991 w Norwich) – brytyjski lekkoatleta, specjalizujący się w skoku wzwyż.
Czwarty zawodnik młodzieżowych Igrzysk Wspólnoty Narodów w Pune (2008). W 2013 poza podium w mistrzostwach Europy juniorów w Tampere.
Uczestnik Igrzysk Wspólnoty Narodów w Glasgow i europejskim czempionacie seniorów w Zurychu (2014), w których zajmował odpowiednio czwartą i jedenastą lokatę. W 2016 uplasował się na ósmym miejscu podczas halowego czempionatu globu w Portland. W tym samym roku ponadto wystartował w mistrzostwach Starego Kontynentu w Amsterdamie, z których przywiózł brązowy medal (ex aequo z Eike Onnenem) oraz zadebiutował podczas igrzysk olimpijskich w Rio de Janeiro.
Wielokrotny medalista mistrzostw Wielkiej Brytanii w kategorii seniorów i juniorów oraz reprezentant kraju na drużynowych mistrzostwach Europy.
Rekordy życiowe: stadion – 2,29 (10 lipca 2016, Amsterdam); hala – 2,36 (13 lutego 2016, Hustopeče).

## Osiągnięcia
| Rok  | Impreza                                 | Miejsce        | Lokata            | Wynik |
| ---- | --------------------------------------- | -------------- | ----------------- | ----- |
| 2008 | Igrzyska Wspólnoty Narodów młodzieży    | Pune           | 4. miejsce        | 2,06  |
| 2013 | Mistrzostwa Europy juniorów             | Tampere        | 7. miejsce        | 2,21  |
| 2014 | Superliga drużynowych mistrzostw Europy | Brunszwik      | 5. miejsce        | 2,19  |
| 2014 | Igrzyska Wspólnoty Narodów              | Glasgow        | 4. miejsce        | 2,25  |
| 2014 | Mistrzostwa Europy                      | Zurych         | 11. miejsce       | 2,21  |
| 2016 | Halowe mistrzostwa świata               | Portland       | 8. miejsce        | 2,29  |
| 2016 | Mistrzostwa Europy                      | Amsterdam      | 3. miejsce        | 2,29  |
| 2016 | Igrzyska Olimpijskie                    | Rio de Janeiro | el. – 16. miejsce | 2,26  |
| 2017 | Superliga drużynowych mistrzostw Europy | Lille          | 8. miejsce        | 2,12  |
| 2018 | Igrzyska Wspólnoty Narodów              | Gold Coast     | 9. miejsce        | 2,21  |
| 2018 | Mistrzostwa Europy                      | Berlin         | el. – 16. miejsce | 2,21  |
| 2019 | Halowe mistrzostwa Europy               | Glasgow        | 4. miejsce        | 2,22  |